# 白翅浮鸥
为鸥科浮鸥属的鸟类。這是一種小型物種，通常在世界各地的淡水水域附近發現，包括歐洲、非洲、亞洲和澳大利亞。其屬名源自古希臘語khelidonios，意為「像燕子」，來自khelidon，意為「燕子」。
在大多數英語國家中，'white-winged tern' 是標準名稱；在英國，正式的鳥類學記錄機構也使用這個名稱，但較舊的替代名稱 'white-winged black tern' 仍在流行中被廣泛使用。

## 描述
夏季的成鳥擁有短紅腿和短黑喙（小而圓鈍，從羽毛算起長度為22-25 毫米，明顯短於頭部），黑色的頸部（通常帶有淡灰色的背部）和腹部，非常深灰色的背部，白色的臀部和淺灰色（幾乎是白色）的尾巴，在幼鳥中尾巴經常看起來像是「方形的」。臉上帶有淡淡的黃色。翅膀如其名，主要是白色的。內側翅膀呈灰色，覆羽帶有棕色尖端。非繁殖期時，大部分黑色會被白色或淡灰色取代，儘管一些黑色羽毛可能仍保留並與白色腹部混雜。翼下覆羽顯示出大量的黑色。頭部為黑色，前額為白色。頭頂為黑棕色，帶有白色斑點，後頂為黑色並帶有部分白色斑點。這些白色標記在冬季成鳥中尤為明顯。眼睛前方有一個深色的三角形斑塊。領圈相當寬且為白色。在幼鳥和換羽中的成鳥中，臀部為淡灰色，晚年間變為灰色。清晰的白領圈和臀部使得背部形成一個深棕色的「鞍」狀。背部羽毛的末端有狹窄的淺棕色尖端，三級羽和肩羽也有類似的淺棕色尖端。

## 與黑燕鷗的雜交
在瑞典和荷蘭，曾記錄到該物種與黑浮鷗的雜交。在1978年9月和1981年9月，於英格蘭的丘谷湖（Chew Valley Lake）發現的兩隻幼鳥也被認為是雜交種；它們顯示出兩個物種的混合特徵，具體表現在白翅黑燕鷗的深色背部與黑浮鷗（但不是白翅黑燕鷗）顯示的胸側深色斑塊的組合。

## 分佈與棲地
它們的繁殖棲地位於從東南歐洲到中亞以及俄羅斯遠東地區的淡水沼澤。它們通常在沼澤中的浮動植被上或在接近水邊的地面上築巢，築巢時使用小蘆葦莖和其他植物材料，並產下2-4顆卵。冬季，它們會遷徙至非洲、南亞和澳大利亞。在北美為稀有迷鳥，主要出現在大西洋沿岸，但也有少量記錄來自太平洋沿岸和內陸的五大湖區。
在中国大陆，分布于华北和华南等地。该物种的模式产地在地中海沿岸。

## 行為
像其他「浮鷗」一樣（Chlidonias），與「白」燕鷗不同（Sterna），這些鳥類並不潛水捕魚，而是緩慢飛過水面捕捉水面上的食物，並在飛行中捕捉昆蟲。它們主要以昆蟲和小魚為食。在飛行中，翅膀的拍打動作較為淺顯且悠閒。
白翅黑燕鷗是非歐亞遷移性水鳥協定（AEWA）適用的物種之一。

## 圖庫

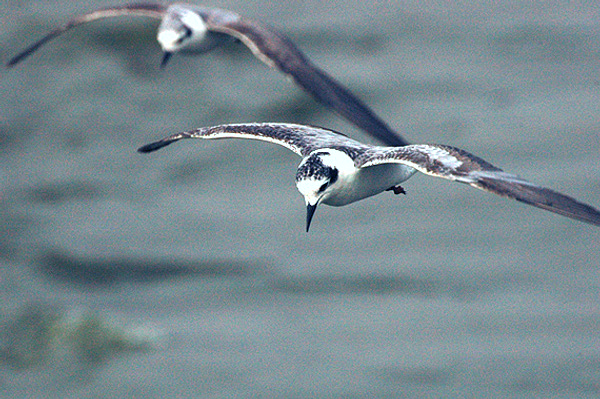
卡津加海峽, 烏幹達
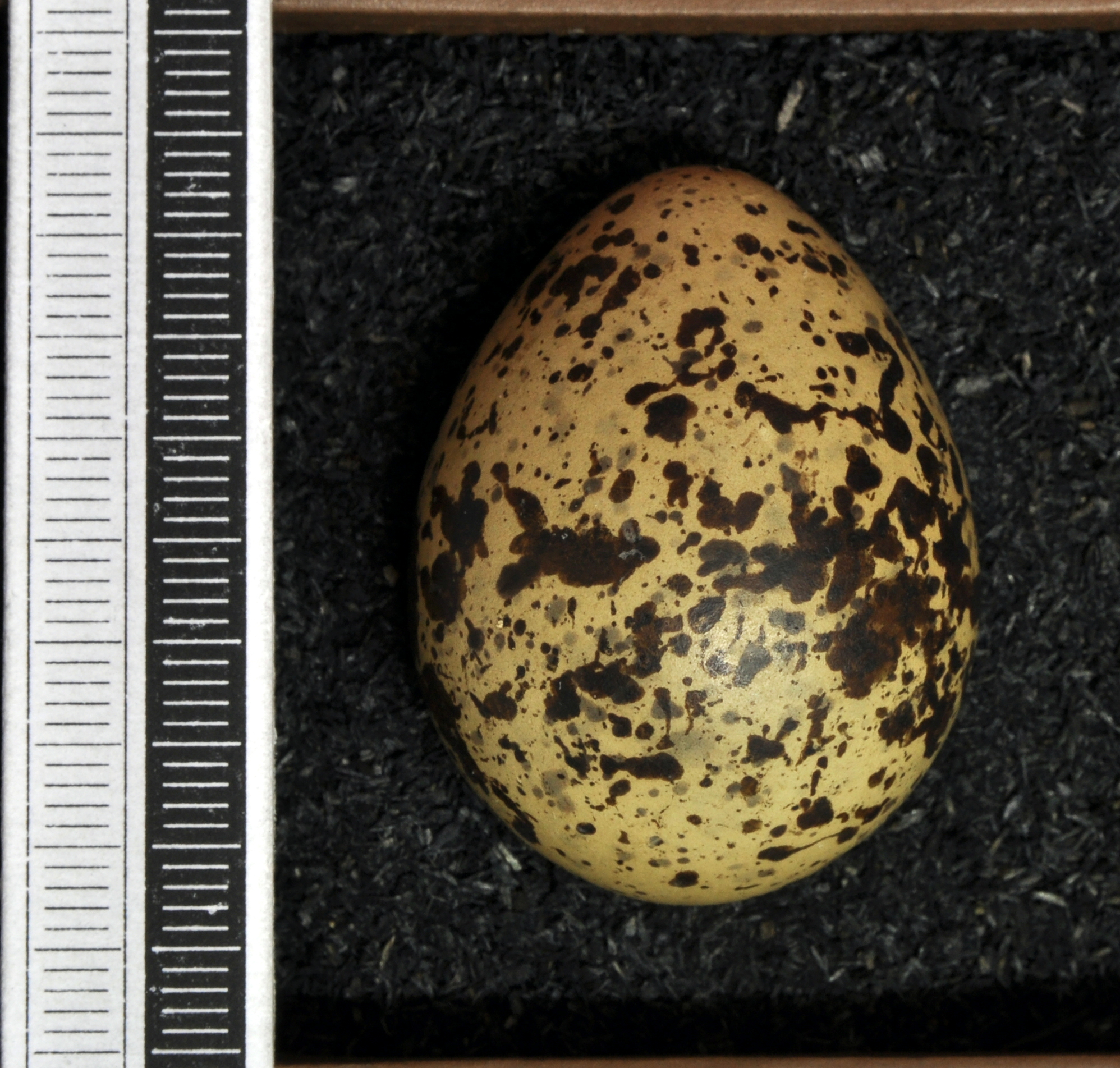
蛋, 收藏於威斯巴登博物館
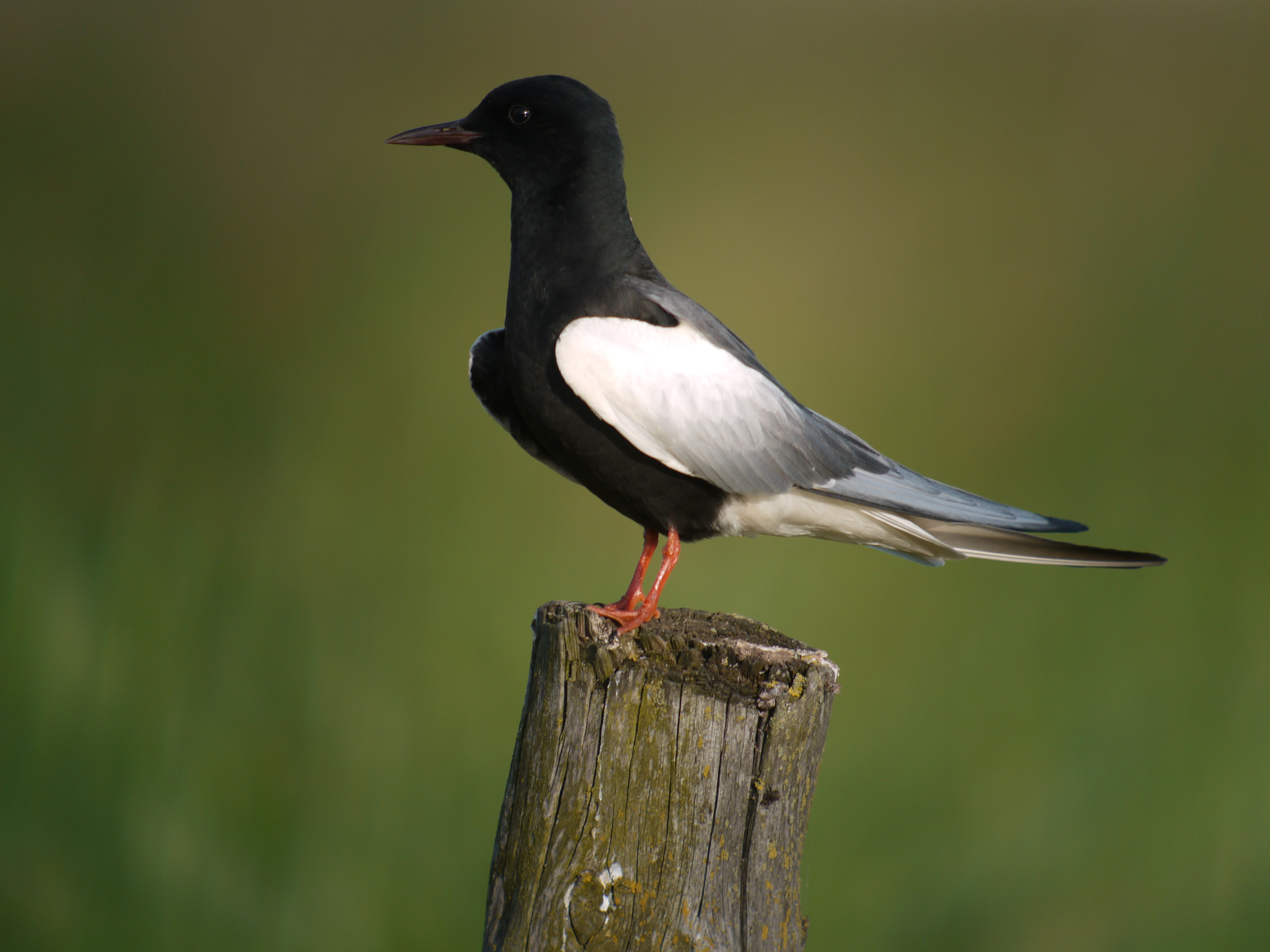
波蘭
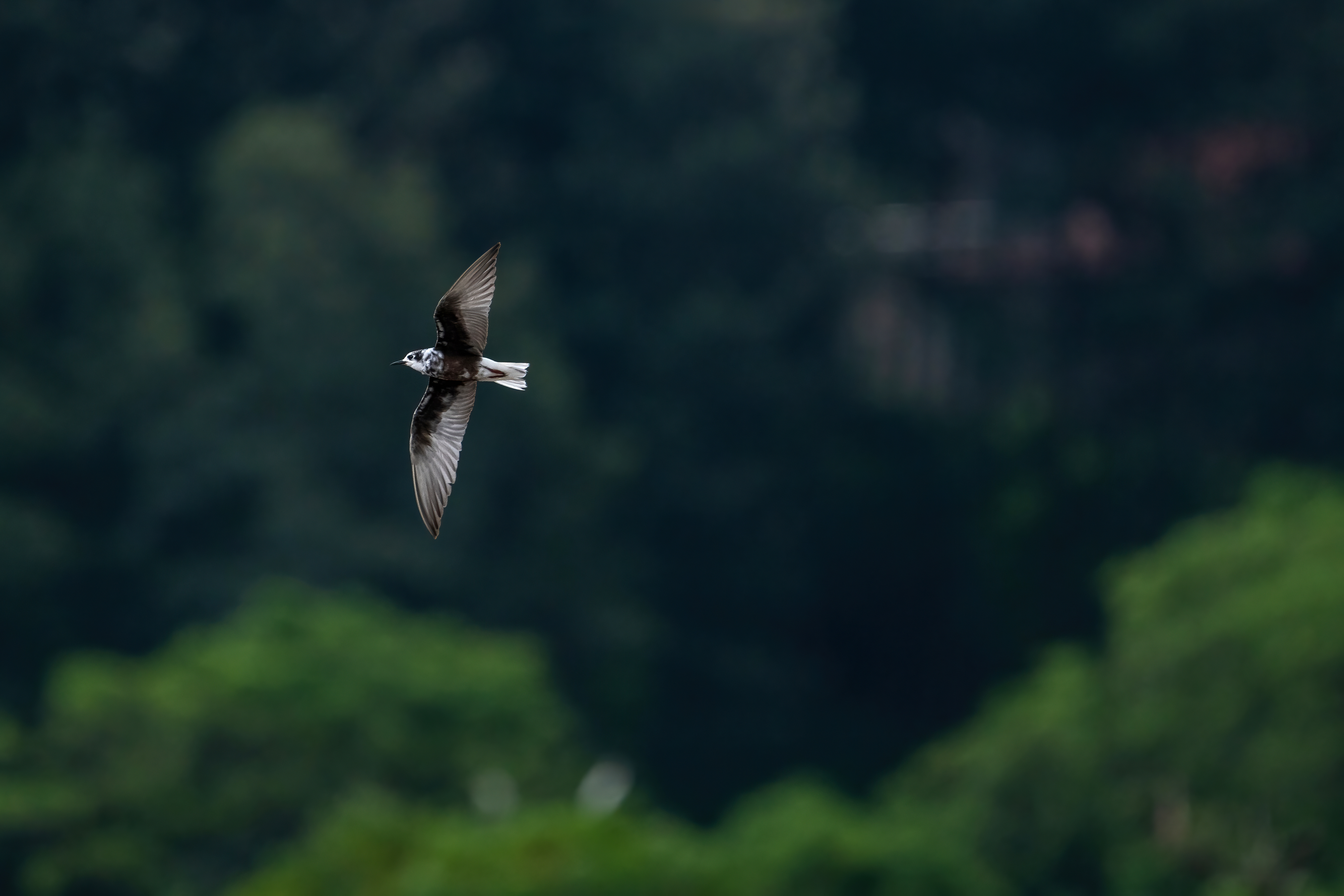
尼泊爾

## 扩展阅读
- 維基物種上的相關：白翅黑浮鷗